# Los Magueyes, Jalisco
Los Magueyes är en ort i Mexiko.   Den ligger i kommunen San Pedro Tlaquepaque och delstaten Jalisco, i den centrala delen av landet, 500 km väster om huvudstaden Mexico City. Los Magueyes ligger 1 601 meter över havet och antalet invånare är 541.
Terrängen runt Los Magueyes är kuperad åt sydväst, men åt nordost är den platt. Runt Los Magueyes är det mycket tätbefolkat, med 6 472 invånare per kvadratkilometer. Närmaste större samhälle är Guadalajara, 11,7 km norr om Los Magueyes. Trakten runt Los Magueyes består till största delen av jordbruksmark.